# 中部作戦地域司令部 (ウクライナ国家親衛隊)
中部作戦地域司令部（ちゅうぶさくせんちいきしれいぶ、ウクライナ語: Центральне оперативно-територіальне об'єднання）は、ウクライナ国家親衛隊の司令部。国家親衛隊司令部隷下。

## 概要

### ロシア内戦
1920年8月17日、ロシア・ソビエト連邦社会主義共和国の護送隊として創設され、1932年に内務人民委員部に編入し、第249連隊に改称された。

### ソ連国内軍
1941年8月から独ソ戦に投入され、枢軸国に勝利し、戦後はソ連国内軍に編入し、第475護送連隊に改称された。
1975年、赤星勲章を授与された。
1982年10月、部隊増強に伴い、第93独立護送旅団に改編された。

### ウクライナ国家親衛隊/ウクライナ国内軍
1992年1月、ソビエト連邦の崩壊とウクライナの独立で創設されたウクライナ国内軍に編入し、第6独立護送旅団に改称された。
2000年1月、部隊増強に伴い、中部作戦地域司令部に改編された。
2014年3月、ウクライナ国内軍の廃止で創設されたウクライナ国家親衛隊に編入した。

## 編制

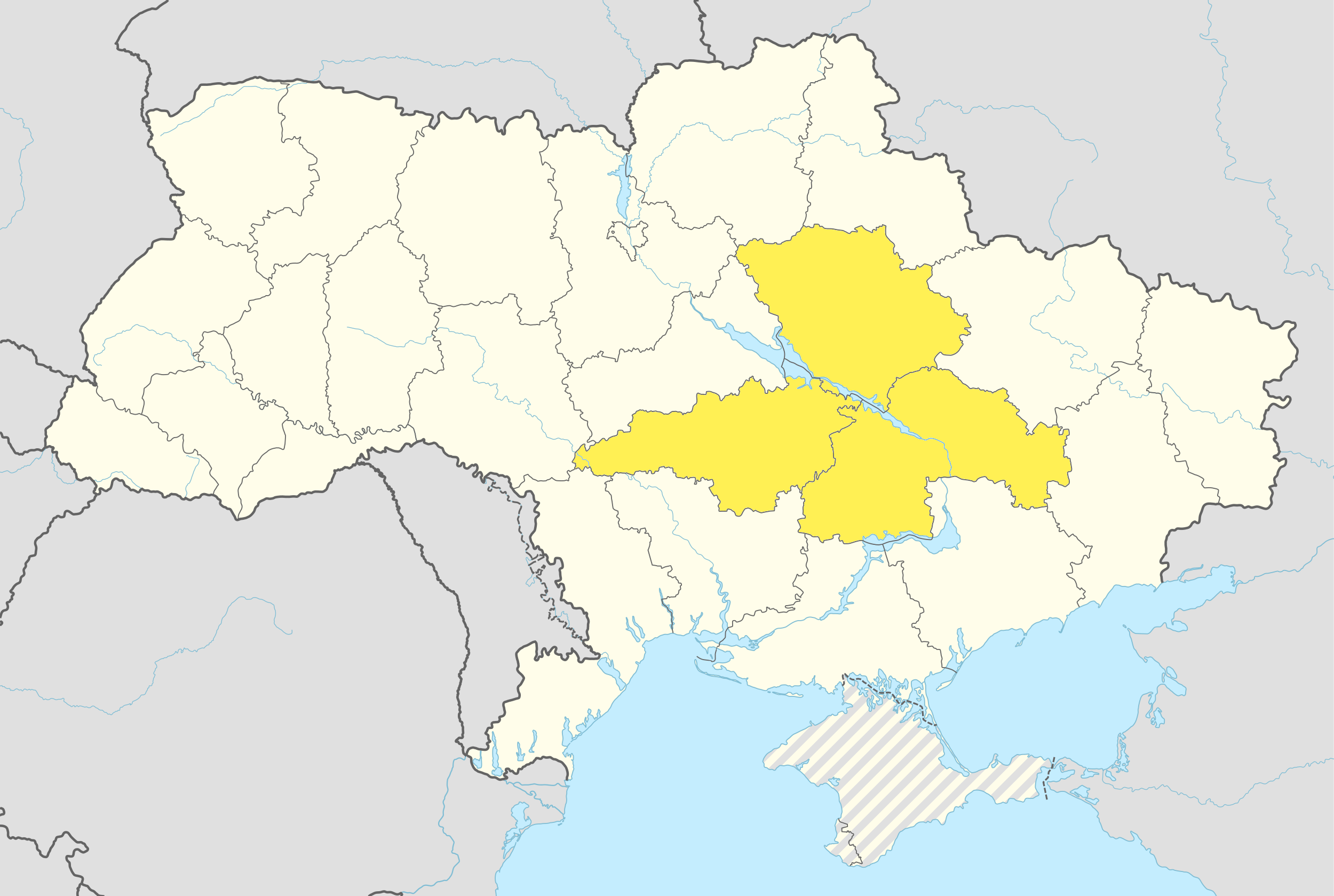
中部作戦地域司令部の担任地域

- 司令部（ドニプロ）
- 第21独立治安防護旅団（クルィヴィーイ・リーフ）
- 第31旅団（ドニプロ）
- 第17旅団（ポルタヴァ）
- 第14独立大隊（ウクライナ語版）（ドニプロ）
- 第26独立大隊（ウクライナ語版）（クレメンチューク）
- 無人機群
- 予備役衛生中隊